# Zombieland 2. – A második lövés
A Zombieland 2. – A második lövés (Zombieland: Double Tap) 2019-ben bemuatott amerikai horror-vígjáték, melyet Ruben Fleischer rendezett Rhett Reese, Paul Wernick és David Callaham forgatókönyvéből. Ez a folytatása a tíz évvel korábban bemutatott Zombieland című filmnek, amelyben Woody Harrelson, Jesse Eisenberg, Abigail Breslin és Emma Stone visszatér korábbi szerepeikbe, míg az új szereplők Rosario Dawson, Zoey Deutch és Luke Wilson.
Az Amerikai Egyesült Államokban 2019. október 18-án mutatták be, míg Magyarországon egy nappal hamarabb szinkronizálva, október 17-én az InterCom Zrt. forgalmazásában.
A film vegyes értékeléseket kapott a kritikusoktól. A Metacritic oldalán a film értékelése 56% a 100-ból, ami 36 véleményen alapul. A Rotten Tomatoeson 66%-os minősítést kapott, 143 értékelés alapján.
A Zombieland folytatásáról szóló beszélgetés az első rész kiadása előtt kezdődött, amikor Reese és Wernick ötleteket javasolt, és a szereplők is kifejezték, szívesen vennének részt egy újabb rész készítésében. A projekt azonban több éven át nem valósult meg, mielőtt végül megerősítést kapott volna 2018. júliusában. A négy főszereplő és Fleischer mind aláírtak a filmre, míg a további szereplők, köztük Dawson és Wilson 2019 elején csatlakoztak a stábhoz. A forgatásra 2019. január és március között került sor.

## Szereposztás
| Szerep      | Színész            | Magyar hang        | Leírás                                                           |
| ----------- | ------------------ | ------------------ | ---------------------------------------------------------------- |
| Tallahassee | Woody Harrelson    | Stohl András       | Columbus megbízható partnere.                                    |
| Columbus    | Jesse Eisenberg    | Kovács Lehel       | Megedzett túlélő.                                                |
| Little Rock | Abigail Breslin    | Pekár Adrienn      | Wichita lázadó fiatal húga.                                      |
| Wichita     | Emma Stone         | Vadász Bea         | Megedzett túlélő és Columbus szerelmi érdeklődője.               |
| Nevada      | Rosario Dawson     | Peller Anna        | Tallahassee szerelmi érdeklődője.                                |
| Madison     | Zoey Deutch        | Sodró Eliza        | Ostoba szőke.                                                    |
| Albuquerque | Luke Wilson        | Zámbori Soma       | Flagstaff partnere, akinek a személyisége Tallahassee-t tükrözi. |
| Flagstaff   | Thomas Middleditch | Hamvas Dániel      | Albuquerque társa, aki hasonlít a Columbushoz.                   |
| Berkeley    | Avan Jogia         | Nagy Dániel Viktor | Egy hippi, akit a Little Rock felvett.                           |
| Önmaga      | Bill Murray        | Epres Attila       | Az előző filmből visszatérő férfi.                               |